# Дасти Спрингфилд
Мэри Изобел Кэтрин Бернадетт О’Брайен (англ. Mary Isobel Catherine Bernadette O’Brien; 16 апреля 1939[…], Лондон — 2 марта 1999[…], Хенли-он-Темз, Великобритания), больше известна как Дасти Спрингфилд (англ. Dusty Springfield) — британская певица, чья карьера охватила четыре десятилетия, достигнув наибольшей популярности в 1960-е и в конце 1980-х годов.

## Биография

### Молодость и начало карьеры

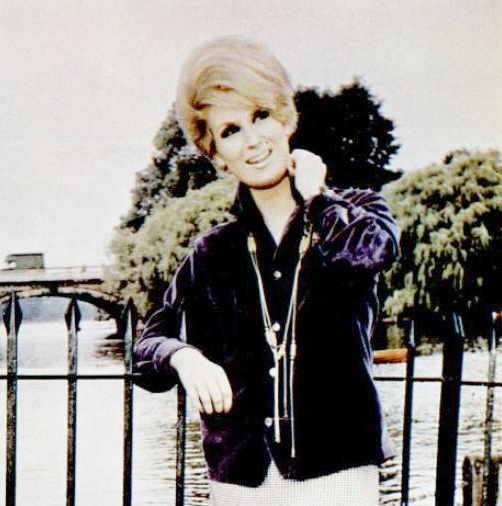
1964 год

Дасти родилась и выросла в Лондоне в семье налогового бухгалтера и консультанта Джерарда Энтони О’Брайена (1904—1979) и журналистки Кэтрин Энн Райл (1900—1974). Дасти была вторым ребёнком в семье. Прозвище Dusty (пыльная) она получила ещё в детстве, вероятно потому, что была несносным ребёнком. Она любила слушать американский джаз, а её любимой певицей была Пегги Ли. Первый профессиональный музыкальный опыт Дасти получила в вокальной группе «Lana Sisters», в которой проработала с 1958 по 1960 год. В 1960 году ушла в коллектив «The Kensington Squares», состоящий из её брата Тома и его друга Тима Филда, который был переименован в фолк-трио «The Springfields». Там она взяла себе псевдоним Дасти Спрингфилд, а её брат — Дайон О’Брайен. Первый свой контракт они подписали с компанией «Philips Records». После того как Тим Филд оставил группу, его заменил Майк Хёрст, и трио стало ещё более успешным. Вскоре, благодаря своим хитам «Breakaway», «Bambino» и «Island of Dreams», «The Springfields» стала одной из самых популярных групп в Великобритании. В 1962 году они добились небольшого успеха в США с песней «Silver Threads and Golden Needles», что стало большим достижением британской музыки до появления «The Beatles». Однако несмотря на такой успех в 1963 году трио распалось.

### Сольная карьера
Её первый одиночный сингл «I Only Want To Be With You» был записан спустя несколько дней после распада группы и стал очень популярным в Великобритании и США. Далее последовали не менее успешные «Stay Awhile», «I Just Don’t Know What To Do With Myself» и «Losing You».
В 1987 году Дасти Спрингфилд вновь обрела популярность благодаря сотрудничеству с британским поп-дуэтом Pet Shop Boys. Их совместный сингл «What Have I Done To Deserve This?» поднялся на второе место в национальном хит-параде Великобритании. Не без участия Pet Shop Boys Спрингфилд записала успешный альбом «Reputation», вышедший в 1990 году. Участники дуэта написали для альбома несколько песен, а вокал Теннанта можно услышать на треке «Nothing has been proved».

### Смерть
В 1994 году, во время записи нового студийного альбома, Дасти Спрингфилд почувствовала недомогание. Обследовавшие её врачи поставили диагноз: рак груди. Спрингфилд прошла курс лечения, болезнь отступила, и певица смогла заняться продвижением альбома, получившего название «A Very Fine Love». Но в середине 1996 года болезнь вернулась, и, несмотря на усиленное лечение, побороть её уже не удалось. 2 марта 1999 года Дасти Спрингфилд умерла в возрасте 59 лет.

### Личная жизнь
В 1970 году в интервью журналисту «Evening Standard» Рэю Коннолли Спрингфилд призналась, что её способны привлечь в равной степени и мужчины, и женщины. Для 1970 года такое заявление было весьма смелым. В течение 1970-х и 1980-х годов певица крутила романы сразу с несколькими женщинами в Канаде и США, которые среди самих гомосексуалов тайной не были. Один из таких романов у Спрингфилд был с американской фотожурналисткой Фэй Харрис, который продолжался с 1972 по 1978 годы.
В 1982 году на встрече анонимных алкоголиков Спрингфилд познакомилась с актрисой Тедой Браччи. В апреле 1983 года они стали жить вместе, а спустя семь месяцев провели своеобразную свадебную церемонию (в соответствии с тогдашним законодательством Калифорнии эта церемония не имела никакой юридической силы). Однако роман сопровождался крайне бурным выяснением отношений и в конечном итоге Спрингфилд и Браччи целых два года то расходились, то сходились снова, пока окончательно не разбежались.

## Дискография

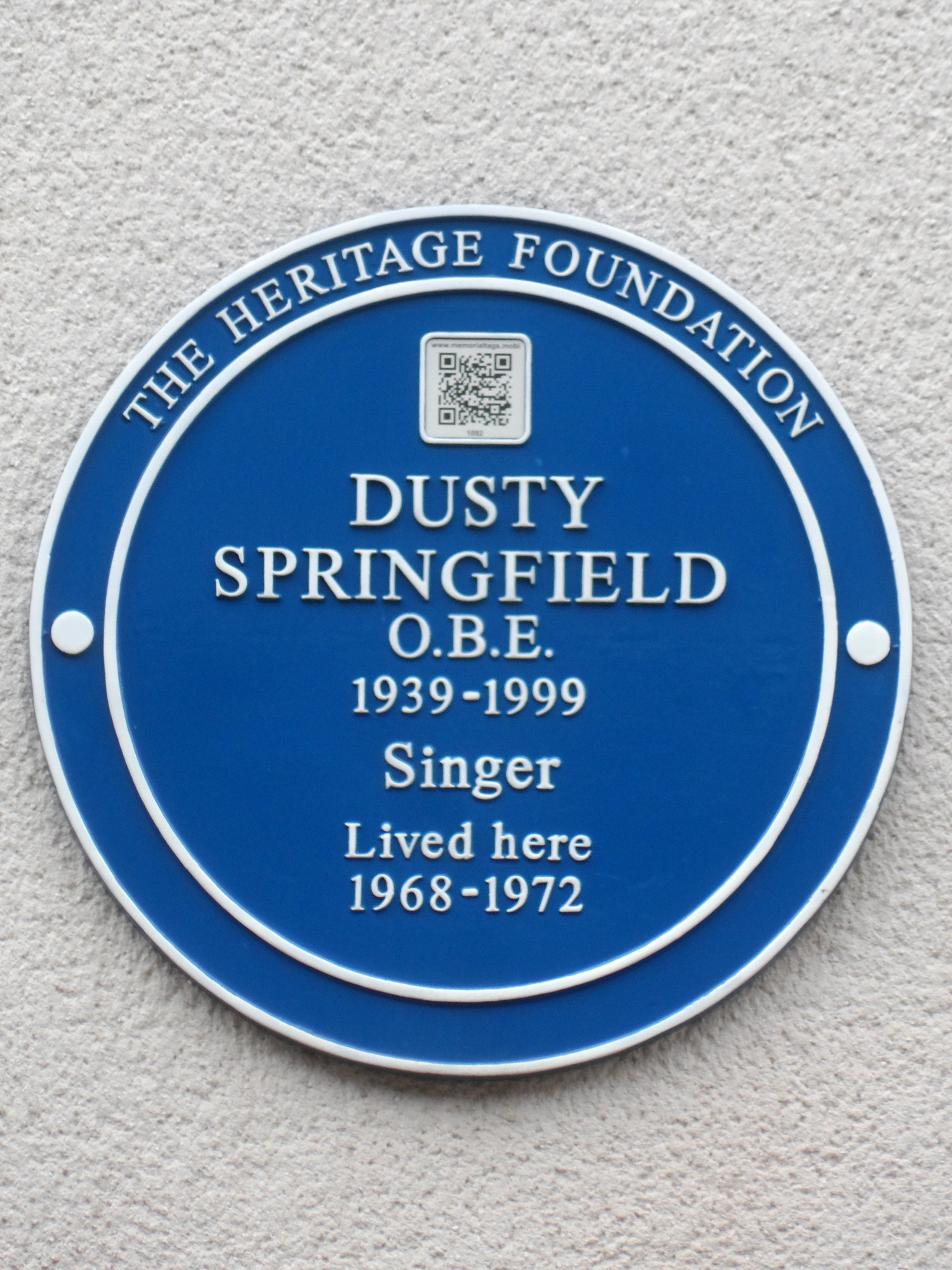

| Год  | Альбом                                   |
| ---- | ---------------------------------------- |
| 1964 | A Girl Called Dusty                      |
| 1964 | Stay Awhile/I Only Want To Be With You   |
| 1964 | Dusty                                    |
| 1965 | Ooooooweeee!!!                           |
| 1965 | Ev’rything’s Coming Up Dusty             |
| 1966 | You Don’t Have To Say You Love Me        |
| 1967 | Where Am I Going?                        |
| 1967 | The Look of Love                         |
| 1968 | Dusty… Definitely                        |
| 1969 | Dusty in Memphis                         |
| 1970 | From Dusty With Love                     |
| 1970 | A Brand New Me                           |
| 1972 | See All Her Faces                        |
| 1973 | Cameo                                    |
| 1974 | Longing (не издан)                       |
| 1978 | It Begins Again                          |
| 1979 | Living Without Your Love                 |
| 1982 | White Heat (вышел только в США и Канаде) |
| 1990 | Reputation                               |
| 1995 | A Very Fine Love                         |